# Goa Velha
Goa Velha là một thị trấn thống kê (census town) của quận North Goa thuộc bang Goa, Ấn Độ.

## Nhân khẩu
Theo điều tra dân số năm 2001 của Ấn Độ, Goa Velha có dân số 5411 người. Phái nam chiếm 53% tổng số dân và phái nữ chiếm 47%. Goa Velha có tỷ lệ 77% biết đọc biết viết, cao hơn tỷ lệ trung bình toàn quốc là 59,5%: tỷ lệ cho phái nam là 82%, và tỷ lệ cho phái nữ là 71%. Tại Goa Velha, 9% dân số nhỏ hơn 6 tuổi.